# Église Saint-Clair de Gometz-le-Châtel
L'église Saint-Clair de Gometz-le-Châtel est une église paroissiale catholique, dédiée à saint Clair, située dans la commune française de Gometz-le-Châtel et le département de l'Essonne.

## Historique

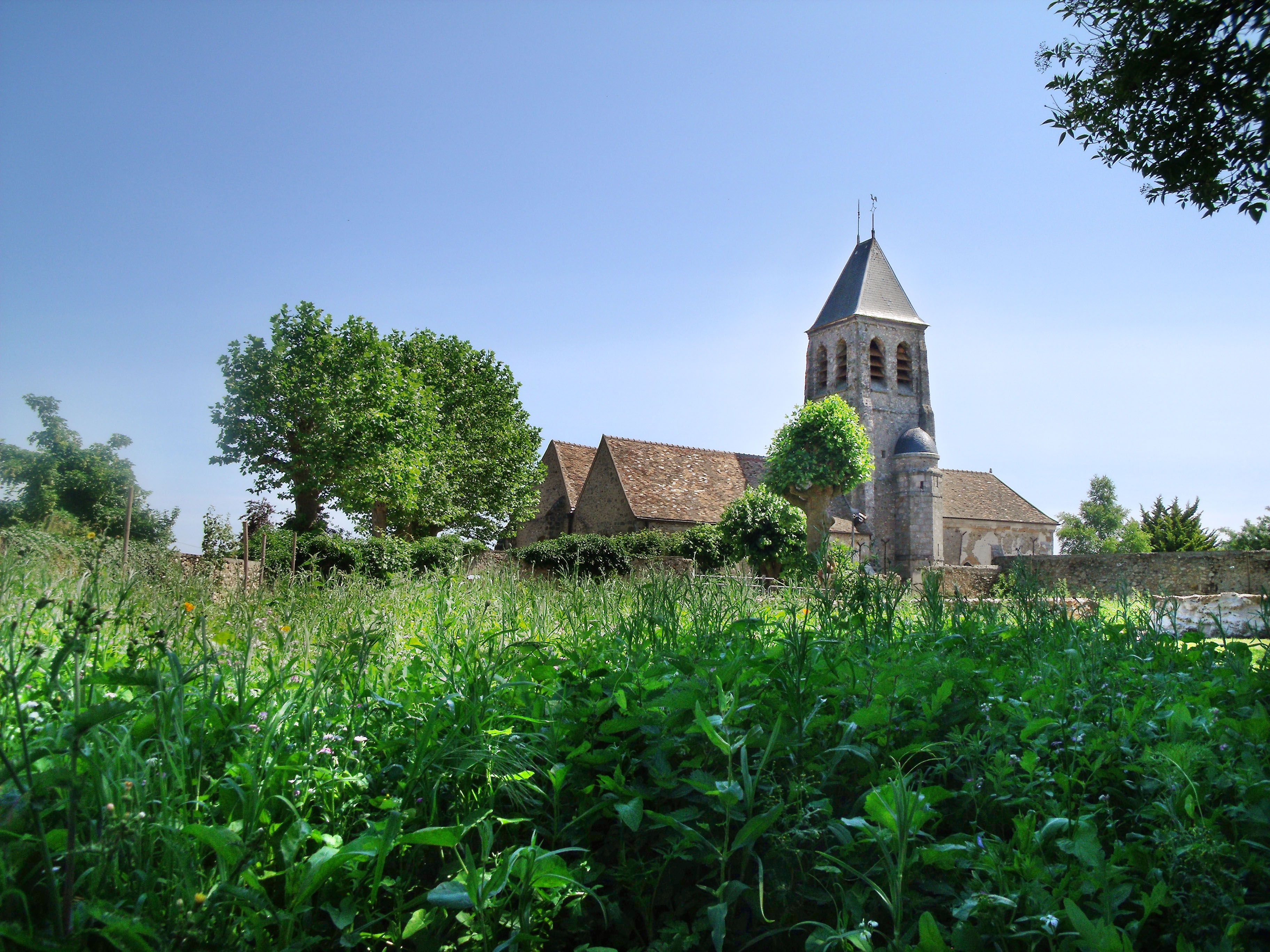

L'église  du village est attestée au XIe siècle mais l'édifice actuel est daté d'après la Guerre de Cent Ans.
Depuis un arrêté du 18 mai 1983, l'église est inscrite au titre des monuments historiques.
La Fondation pour la sauvegarde de l'art français octroie des dons pour des travaux de gros œuvre de 1985 à 1987.

## Description
L'édifice comporte deux vaisseaux.

## Pour approfondir